# Enrique Vidaurreta
Enrique Vidaurreta Palma (10 de octubre de 1896 – 31 de agosto de 1936) fue un mártir de la persecución religiosa durante la guerra civil española nacido en Antequera (España). Fue beatificado en Roma el 28 de octubre de 2007 junto a 498 mártires del siglo XX en España.

## Trayectoria
Nació en Antequera el 10 de octubre de 1896. Fue bautizado el 16 del mismo mes y año por el sacerdote Nicolás Lanzas García en la iglesia parroquial de San Sebastián y confirmado en la misma iglesia por el obispo diocesano Monseñor Juan Muñoz Herrera.
Su padre, Enrique Vidaurreta Carrillo, Teniente de Navío de la Armada Española, murió en el buque Oquendo durante la batalla de Santiago de Cuba en la Guerra contra los Estados Unidos en 1898, quedando el joven Enrique y su hermano mayor Santiago bajo el cuidado de su madre Purificación Palma González del Pino.
Los dos hijos estudiaron en el colegio de San Estanislao, de El Palo (Málaga), regentado por los jesuitas, donde es nombrado Prefecto de la Congregación Mariana. Terminados los estudios de bachillerato, su madre se trasladó a Madrid para que sus hijos continuasen los estudios superiores. Enrique ingresó en el seminario diocesano, donde estuvo dos años como alumno externo. Pensaba hacerse jesuita, pero cambió de opinión después de hablar con el obispo malagueño San Manuel González.
Terminados los estudios eclesiásticos fue ordenado diácono el 21 de diciembre de 1918 y presbítero el 14 de junio de 1919, ambas órdenes conferidas en la capilla de seminario conciliar de Madrid por el obispo de Madrid-Alcalá, Prudencio Melo Alcaide. Celebró la primera misa en la iglesia de San Francisco o de San Zoilo, de Antequera el 24 de junio de 1919. Posteriormente se le nombró capellán del asilo de San Manuel, en Málaga, donde trabajo en la administración de El Granito de arena, con los sacerdotes Pablo González Domínguez y Emilio Cabello.
Comenzó a actuar en el seminario de Málaga a raíz de la marcha de los josefinos en 1920. Fue prefecto de disciplina de mayores y posteriormente vicerrector. El obispo diocesano San Manuel González García hizo construir de nueva planta el seminario diocesano en 1923. Enrique fue nombrado rector del seminario en 1929 y a través de los años fue profesor de varias materias filosóficas y teológicas. A causa de su formación musical se encargaba de los ensayos de la música litúrgica y de preparar a los seminaristas en el espíritu litúrgico y canto gregoriano.
El 18 de julio de 1936, al producirse el levantamiento militar, Enrique Vidaurreta estaba en el seminario haciendo ejercicios espirituales con un grupo de sacerdotes.
El día 21 se produce el asalto al seminario por un grupo de milicianos. Vidaurreta se presentó ante ellos diciendo que todos los que allí estaban eran sacerdotes. Inmediatamente fueron detenidos y bajados por la fuerza al cuartel de Capuchinos donde permanecieron 24 horas. El 22 pasaron a la comisaría del Gobierno Civil y de allí a la cárcel Provincial donde fueron asignados a la brigada 5.ª que era el dormitorio destinado a los eclesiásticos. Allí rezaban el rosario, hacían meditación y lectura espiritual. Tenían dos o tres breviarios que se pasaban unos a otros para rezar el oficio. Hubo varias sacas de presos ajusticiados.
La noche del 30 al 31 de agosto a eso de la 5 de la mañana, a la voz de “Arriba canallas”, entraron unos milicianos preguntando quienes eran, a lo que respondieron que sacerdotes. A esta respuesta indicaron que salieran fuera. Entre los señalados estaba Francisco Palomo; intercedió por él diciéndoles que estaba enfermo. El miliciano no hizo caso, sino que dio a Vidaurreta un empujón y lo metió en el grupo de los señalados para morir. Según testimonios de los presentes, poco después se oyeron descargas y a la mañana siguiente los mismos oficiales de prisiones confirmaron que los habían ido matando por el camino hasta el cementerio de San Rafael y que todo el camino estaba sembrado de cadáveres.
Vidaurreta y los demás fallecidos el día 31 de agosto fueron enterrados en una fosa común en el cementerio de San Rafael. Exhumados en 1940 y 1941, sus restos fueron reconocidos porque en el bolsillo tenía el Epitome de Moral. Se los trasladó a la catedral de Málaga. Ahora reposan en la Capilla de los Mártires, donde hay 2100 nichos. Se realizó su proceso diocesano en Málaga de 1964 a 1967 juntamente con cuatro agustinos y el diácono Juan Duarte.
Fue beatificado en Roma el 28 de octubre de 2007 junto a 498 mártires del siglo XX en España.

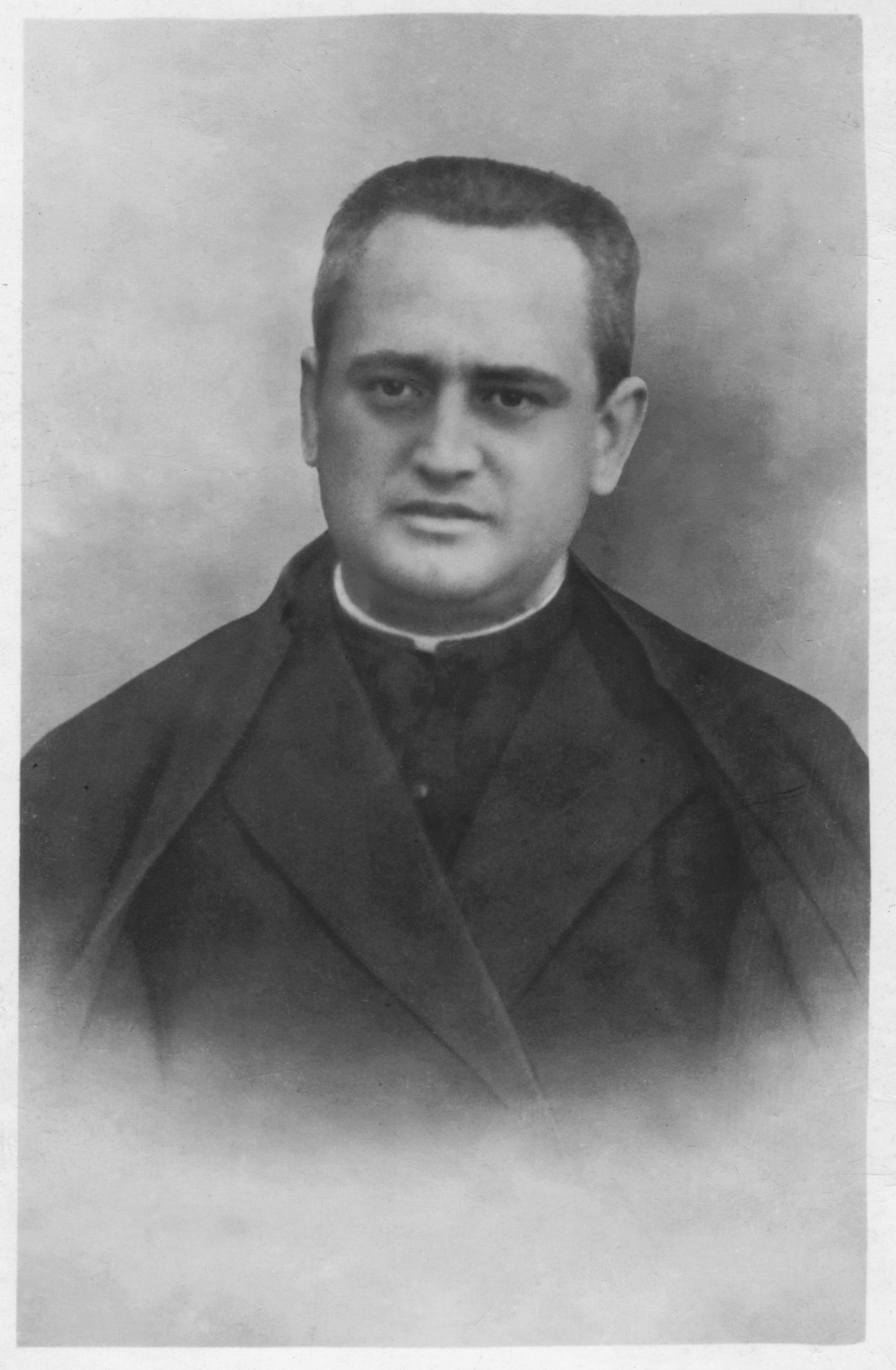
Beato Enrique Vidaurreta.